# John Laird (chính khách Mỹ)
John Laird (sinh ngày 29 tháng 3 năm 1950) là Thư ký của Cơ quan Tài nguyên California từ năm 2011-2019 và một nhà lập pháp trước đây là người đại diện cho quận 27 trong Quốc hội California cho đến năm 2008. Quận 27 bao gồm một phần của Quận Santa Clara, Quận Santa Cruz và Quận Monterey. Laird (cùng với Mark Leno) là một trong hai người đồng tính nam công khai đầu tiên phục vụ trong cơ quan lập pháp California. Laird trở thành một trong những thị trưởng đồng tính công khai đầu tiên của Hoa Kỳ vào năm 1983 khi ông tiếp quản thị trưởng thành phố Santa Cruz, California.

## Tuổi thơ
Laird lớn lên ở Vallejo, California và được giáo dục tại các trường công lập Vallejo. Cha mẹ của Laird đều là nhà giáo dục. Ông tốt nghiệp trường Adlai Stevenson thuộc Đại học California Santa Cruz năm 1972 với bằng A.B. trong Chính trị với danh dự đại học nói chung, danh dự từ Hội đồng Chính trị, và danh dự về một luận án đại học về lịch sử phát triển nước ở California.
Laird đã phục vụ hai năm cho nhân viên quận của Đại diện Hoa Kỳ Jerome Waldie, và làm việc trong mùa hè năm 1974 cho Dân biểu Bill Gunter của Florida trong cuộc tranh cử vào Thượng viện Hoa Kỳ. Laird chuyển đến Santa Cruz, California và gia nhập đội ngũ Quản trị viên của Quận Santa Cruz vào năm 1974 và sau đó phục vụ trong các phòng nhân sự và dịch vụ xã hội.